# Tulgas (rijeka)
Tulgas je rijeka u Arhangelskoj oblasti u Rusiji, lijevi pritok Sjeverne Dvine, duga 29 km.

## Geografija
Rijeka izvire u močvarnim visoravnima južno od naselja Ročegda i teče kroz močvarnu i brdovitu tajgu.
Rijeka je dala ime području oko sebe (Tulgas) i nekim povijesnim administrativnim podjelama Rusije. Uz rijeku su sljedeća sela: Maslovskaja (Масловская), Stepanovskaja (Степановская) i Nironovskaja (Нироновская). 